# یواس‌اس پافر (اس‌اس‌ان-۶۵۲)
یواس‌اس پافر (اس‌اس‌ان-۶۵۲) (به انگلیسی: USS Puffer (SSN-652)) یک زیردریایی بود که طول آن ۲۹۲ فوت (۸۹ متر) بود. این زیردریایی در سال ۱۹۶۸ ساخته شد.